# Colonia Agua Caliente
Colonia Agua Caliente är en ort i Mexiko.   Den ligger i kommunen Lagos de Moreno och delstaten Jalisco, i den centrala delen av landet, 400 km nordväst om huvudstaden Mexico City. Colonia Agua Caliente ligger 1 876 meter över havet och antalet invånare är 140.
Terrängen runt Colonia Agua Caliente är huvudsakligen platt, men åt nordväst är den kuperad. Runt Colonia Agua Caliente är det ganska tätbefolkat, med 56 invånare per kvadratkilometer. Närmaste större samhälle är Lagos de Moreno, 3,2 km sydväst om Colonia Agua Caliente. Trakten runt Colonia Agua Caliente består till största delen av jordbruksmark.